# Нам Дињ
Нам Дињ (виј. Nam Định) је град у Вијетнаму у покрајини Нам Дињ. Према резултатима пописа 2009. у граду је живело 241.100 становника.